# Noyers-Bocage
Pour les articles homonymes, voir Noyers.
Noyers-Bocage est une ancienne commune française, située dans le département du Calvados en région Normandie, devenue le 1er janvier 2016 une commune déléguée au sein de la commune nouvelle de Noyers-Missy puis celle du Val d'Arry au 1er janvier 2017.
Elle est peuplée de 1 276 habitants.

## Géographie
La commune est aux confins du Bocage virois, du Bessin et de la plaine de Caen, dans le Pré-Bocage, désignation récente, sorte de seuil du Massif armoricain. Son bourg est à 6 km au nord-ouest d'Évrecy, à 8 km au nord-est de Villers-Bocage, à 9 km au sud-est de Tilly-sur-Seulles et à 18 km à l'ouest de Caen.
La superficie est de 887 hectares. Noyers-Bocage est administrativement rattaché au canton de Villers-Bocage et à l'arrondissement de Caen. La commune est desservie par la route départementale 615 (ancienne nationale 175). L'autoroute A84 traverse le territoire.
Noyers-Bocage est sur la ligne de partage des eaux entre les bassins de la Seulles et de l'Orne La moitié occidentale est drainée par le Bordel, qui rejoint la Seulles à Fontenay-le-Pesnel, et ses affluents le ruisseau de Chenevière et le ruisseau de Cachy. Trois affluents de l'Odon occupent la moitié orientale : le ruisseau du Val Chesnel, le ruisseau de la Pigacière et le ruisseau d'O, ce dernier alimenté par le ruisseau de la Picardie.
Le point culminant (193 m) se situe en limite sud-ouest, au bout de l'appendice territorial de Montbrocq. Le point le plus bas (85 m) correspond à la sortie du ruisseau du Val Chesnel du territoire, au sud-est. Comme son l'indique, la commune est bocagère.
Hameaux : Montbrocq, chemin de Sallen, Caligny, Hameau Neuf, Pont Latu, Sourdeval, le Carrelet, le Relais, le Londet, la Croix, la Croix Picard, la Picarderie, Landelles, Hameau Rosti, Brettevillette, Bellejambe.
| Vendes                                           | Tessel                                                                               | Grainville-sur-Odon, Missy (comm. nouv. de Val d'Arry)                    |
| Monts-en-Bessin                                  | Noyers-Bocage                                                                        | Missy (comm. nouv. de Noyers-Missy)                                       |
| Monts-en-Bessin, Villy-Bocage, Parfouru-sur-Odon | Tournay-sur-Odon (comm. nouv. de Val d'Arry), Le Locheur (comm. nouv. de Val d'Arry) | Missy (comm. nouv. de Val d'Arry), Le Locheur (comm. nouv. de Val d'Arry) |

## Toponymie
Le toponyme est attesté sous les formes Noers au XIe siècle, Noiers au XIVe siècle (livre pelut de Bayeux), Nouyers en 1405 (cartulaire du Plessis-Grimoult). 
L'origine en est l'ancien français noier, « noyer ». 
Le nom Bocage a été ajouté à Noyers par décret du 8 octobre 1958.
Le gentilé est Nussérien.

## Histoire
Ancienne sergenterie de Villers, lieu de notariat. L'ancienne église était du XIIIe siècle et le chœur et la nef était de style ogival de la première époque. Il existait une grange aux dîmes garnie de contreforts dont les murs remontaient au XIIe siècle. L'inscription : « Cœur désireux n'a jamais de repos, assez va qui fortune passe », datant de 1620 était présente sur les portes cintrées de la cour d'une maison située près de la grande route. Principaux fiefs : Noyers, Anisy, Caligny, Clinchamps. Les fiefs d'O et de Tesnières avaient chacun une ferme. En 1765 une épidémie de dysenterie fut particulièrement meurtrière et tua 135 personnes.
La Révolution est venue plus tardivement car Noyers était royaliste. La commune fut présidée par Messire Jean Robert Gosselin de Manneville, chevalier, seigneur et patron de Manneville jusqu'en 1789. L'élection de la municipalité eut lieu en janvier 1790 et le premier maire fut Vincent Gandon, prieur de la paroisse.
Le bureau de poste a été construit en 1852. Le 22 août 1886, la commune fut reliée à la gare de Caen par une ligne de chemin de fer qui allait à l'origine jusqu'à Aunay-sur-Odon et qui fut ensuite prolongée en 1891 jusqu'à la gare de Vire. Le transport des voyageurs sur la ligne Caen - Vire fut interrompu le 1er mars 1938. Le transport de marchandises fut par la suite limité à Jurques, puis définitivement suspendu. La ligne a alors été déclassée et déferrée.
Noyers-Bocage fut détruite, libérée le 5 août 1944, sans combat grâce à un repli des troupes allemandes. Le centre du village a été reconstruit à environ 200 mètres plus loin.
Le 1er janvier 2016, Noyers-Bocage intègre avec Missy la commune de Noyers-Missy créée sous le régime juridique des communes nouvelles instauré par la loi no 2010-1563 du 16 décembre 2010 de réforme des collectivités territoriales. Les communes de Missy et Noyers-Bocage deviennent des communes déléguées et Noyers-Bocage est le chef-lieu de la commune nouvelle.

## Politique et administration
| Période                                  | Période       | Identité          | Étiquette | Qualité                           |
| ---------------------------------------- | ------------- | ----------------- | --------- | --------------------------------- |
| avant 1995                               | 1995          | Raoul Heudier     | DVD       |                                   |
| 1995                                     | mars 2001     | Patrick Flaguais  |           |                                   |
| mars 2001                                | mars 2008     | Nicole Lepoultier | SE        | Infirmière                        |
| mars 2008                                | décembre 2015 | Jacky Godard      | SE        | Retraité de l'Éducation nationale |
| Les données manquantes sont à compléter. |               |                   |           |                                   |

Le conseil municipal était composé de quinze membres dont le maire et trois adjoints. Ces conseillers intègrent au complet le conseil municipal de Noyers-Missy le 1er janvier 2016 jusqu'en 2020 et Jacky Godard est élu maire de la commune nouvelle.

## Démographie
En 2021, la commune comptait 1 276 habitants. Depuis 2004, les enquêtes de recensement dans les communes de moins de 10 000 habitants ont lieu tous les cinq ans (en 2005, 2010, 2015, etc. pour Noyers-Bocage) et les chiffres de population municipale légale des autres années sont des estimations.
Ayant compté jusqu'à 948 habitants en 1806, Noyers-Bocage n'a dépassé ce maximum démographique que lors des années 2000.
| 1793 | 1800 | 1806 | 1821 | 1831 | 1836 | 1841 | 1846 | 1851 |
| ---- | ---- | ---- | ---- | ---- | ---- | ---- | ---- | ---- |
| 916  | 870  | 948  | 911  | 945  | 943  | 894  | 837  | 867  |

| 1856 | 1861 | 1866 | 1872 | 1876 | 1881 | 1886 | 1891 | 1896 |
| ---- | ---- | ---- | ---- | ---- | ---- | ---- | ---- | ---- |
| 831  | 841  | 854  | 800  | 776  | 718  | 725  | 744  | 694  |

| 1901 | 1906 | 1911 | 1921 | 1926 | 1931 | 1936 | 1946 | 1954 |
| ---- | ---- | ---- | ---- | ---- | ---- | ---- | ---- | ---- |
| 649  | 630  | 602  | 551  | 536  | 509  | 475  | 326  | 416  |

| 1962 | 1968 | 1975 | 1982 | 1990 | 1999 | 2005  | 2010  | 2015  |
| ---- | ---- | ---- | ---- | ---- | ---- | ----- | ----- | ----- |
| 466  | 525  | 604  | 620  | 797  | 822  | 1 103 | 1 094 | 1 165 |

| 2018  | - | - | - | - | - | - | - | - |
| ----- | - | - | - | - | - | - | - | - |
| 1 223 | - | - | - | - | - | - | - | - |

## Lieux et monuments
- L'église de l'Assomption-Notre-Dame[12], détruite pendant la bataille de Normandie, est reconstruite de 1954 à 1960 par l'architecte Charles Musetti, les vitraux sont réalisés par Paul Martineau. L'ancienne église se trouvait dans l'actuel cimetière[13]. Elle était sous l'Ancien Régime un prieuré-cure augustinien du diocèse de Bayeux, à la collation du prieur du Plessis-Grimoult[14].
- Mémorial à la mémoire des 150 pilotes alliés de Typhoon disparus.
- Mémorial principal dévoilé en juin 1990.
- Plaque des noms dévoilées en juin 1994.
- Monument à la mémoire de tous les pilotes de Typhoon et du personnel au sol ayant perdu la vie, dévoilé en septembre 1999 par M. Jacques Brehin, président de l'ASAVN et le Lieutenant Roy Crane, ex-pilote de Typhoon. D'après le dessin de Raymond Triboulet, réalisation Charles Lebaron.
- Monument aux morts en granit, situé dans le cimetière, édifié par Hallais à Vire vers 1920, en mémoire des vingt-cinq soldats de la commune morts pendant la Première Guerre mondiale,

## Personnalités liées à la commune
- Yvan Lebourgeois (1962 à Noyers-Bocage-), footballeur.